# Michiaki Takahashi
Michiaki Takahashi (jap. 高橋 理明 Takahashi Michiaki; ur. 17 lutego 1928 w Osace, zm. 16 grudnia 2013 tamże) – japoński wirusolog, najbardziej znany z opracowania pierwszej szczepionki przeciwko ospie wietrznej i atenuacji wirusa ospy wietrznej i półpaśca, co pozwoliło na wyprodukowanie szczepionki Oka.

## Życiorys
Takahashi uzyskał tytuł doktora medycyny w 1954 roku w Szkole Medycznej Uniwersytetu Osakijskiego, a w 1959 roku ukończył podyplomowy Kurs Nauk Medycznych, ze specjalizacją w wirusologii ospy.
W latach 1963–1965 studiował w Baylor College of Medicine w Teksasie oraz w Fels Research Institute of Temple University w Filadelfii.
Rodzinne doświadczenie chorowania na ospę wietrzną przez najstarszego syna, Teruyuki, podczas studiów w USA, skłoniło Takashiego w 1971 roku do rozpoczęcia prac nad szczepionką przeciw tej chorobie. Badania były niezwykle trudne, ale zostały zakończone w 1973 roku. W 1984 roku szczepionka została certyfikowana przez WHO jako najbardziej odpowiednia szczepionka przeciwko ospie wietrznej, a następnie w 1986 roku japońskie Ministerstwo Zdrowia i Opieki Społecznej zatwierdziło ją do praktycznego stosowania w krajach na całym świecie.
Po przejściu na emeryturę po zakończeniu pracy na Uniwersytecie Osakijskim, Takahashi otrzymał tytuł profesor emeritus.
Zmarł 16 grudnia 2013 z powodu niewydolności serca.

## Nagrody
- Saburo Kojima Memorial Award (1975)[6]
- Nagroda za osiągnięcia naukowe VZV Research Foundation (trzecie miejsce, 1997)[6][7]
- Prince Mahidol Award(inne języki) (2008)[7]

## Upamiętnienie
W październiku 2005 została ufundowana The Japanese Society for Vaccinology Takahashi Prize, która dorocznie przyznawana jest przez Japanese Society for Vaccinology (Japońskie Towarzystwo Wakcynologiczne)
17 lutego 2022, w dniu, w którym Takahashi obchodziłby swoje 94. urodziny, został uhonorowany grafiką Google Doodle zaprojektowaną przez tokijskiego artystę, Tatsurō Kiuchiego.